# BMW U10
Die zweite Generation des Sport Utility Vehicles BMW X2 trägt die interne Bezeichnung U10. Das Modell wird erstmals auch als vollelektrische Variante iX2 angeboten.

## Geschichte
Nach der Präsentation im Oktober 2023 und der Öffentlichkeitspremiere auf der Japan Mobility Show erfolgte die Markteinführung im März 2024.

## Karosserie
Wie bei der ersten Generation basiert der X2 auf dem BMW X1, erhält jedoch nach der Nomenklatur von BMW für gerade Zahlen nunmehr eine ausgeprägtere Coupé-ähnliche Dachlinie. Sie ergibt einen 0,01 günstigeren cW-Wert (Gesamtwert 0,26) als beim X1. Die Länge wuchs um 19 cm auf 4,55 m; das sind 5 cm mehr als beim entsprechenden X1-Modell. In der Breite und beim Radstand legt das Modell um rund zwei Zentimeter zu. Die sechseckige BMW-Niere hat bei den Modellen mit Verbrennungsmotor verschließbare Lamellen und kann auf Wunsch beleuchtet werden (Iconic Glow). Der Kofferraum fasst 525 l beim Elektromodell bzw. 560 l bei Versionen mit Verbrennungsmotoren.

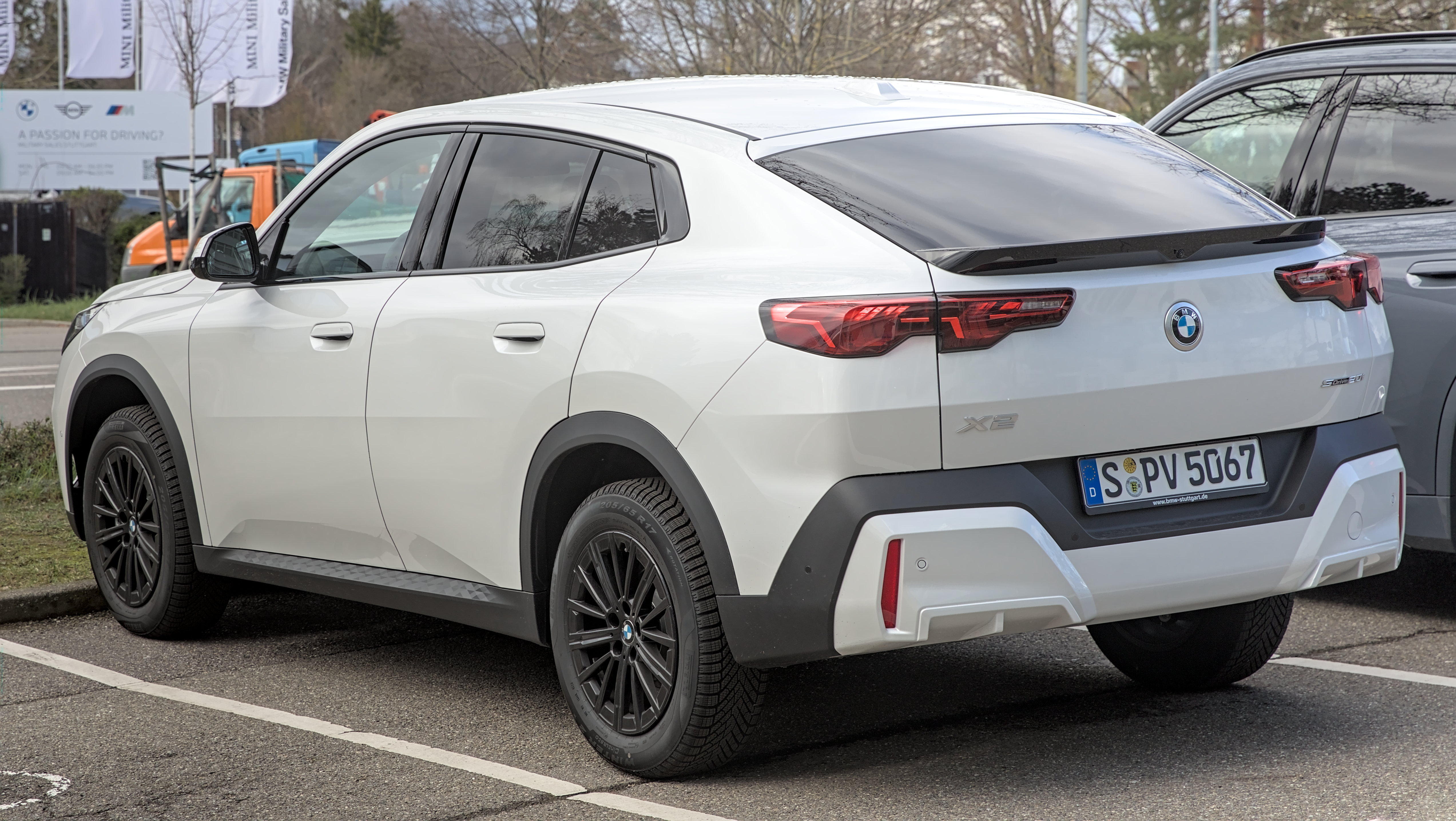
Heckansicht
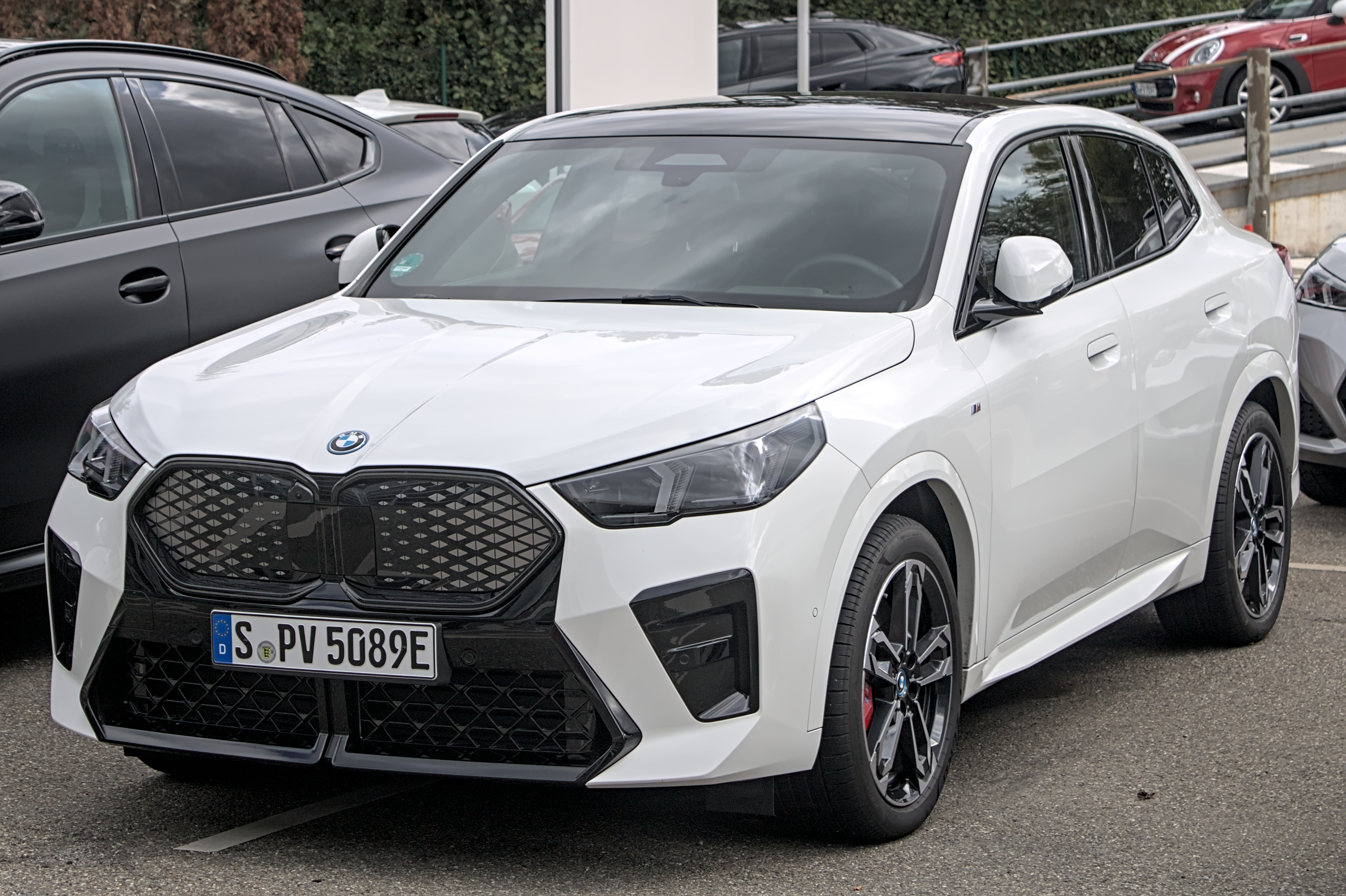
BMW iX2 xDrive30 (seit 2024)
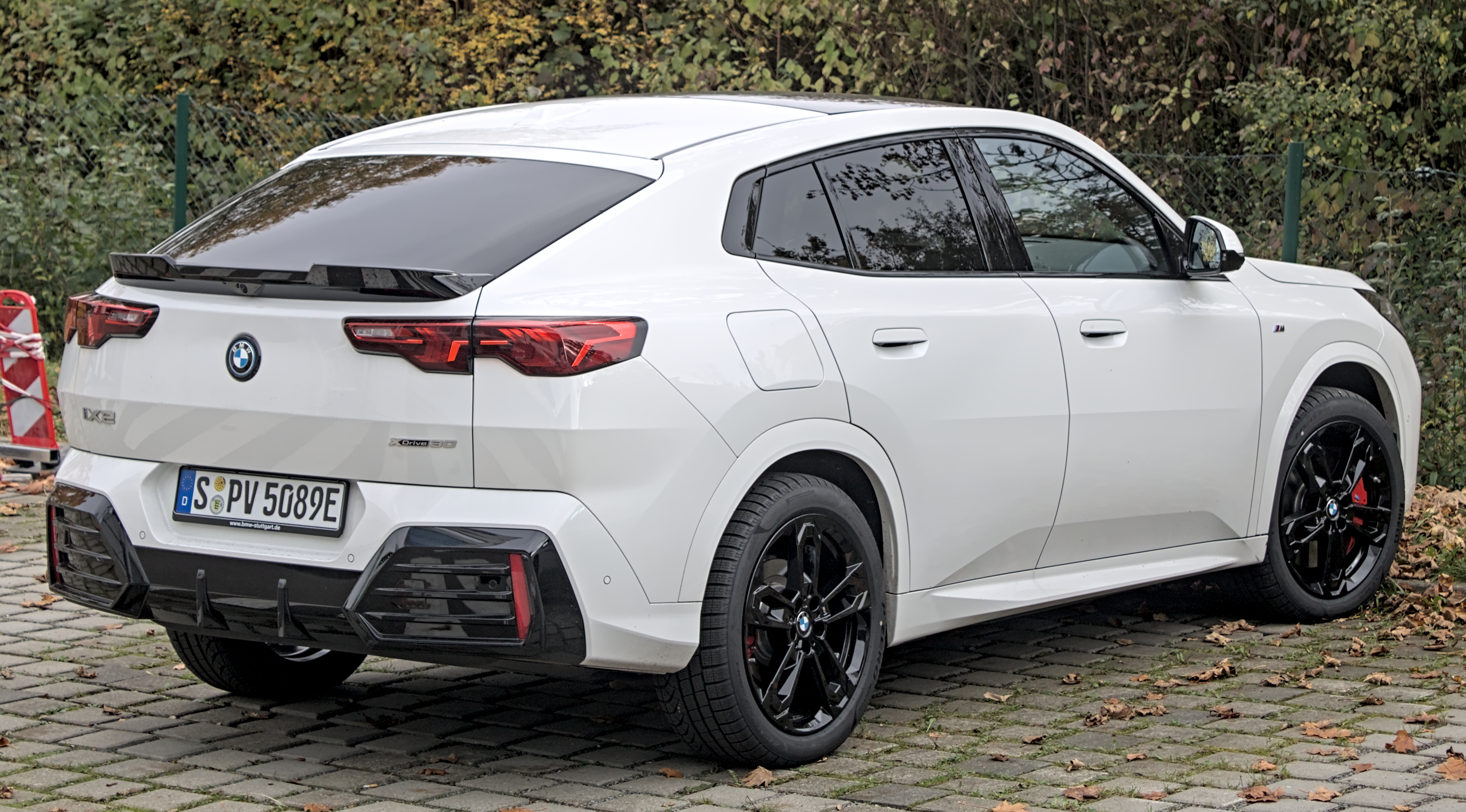
Heckansicht
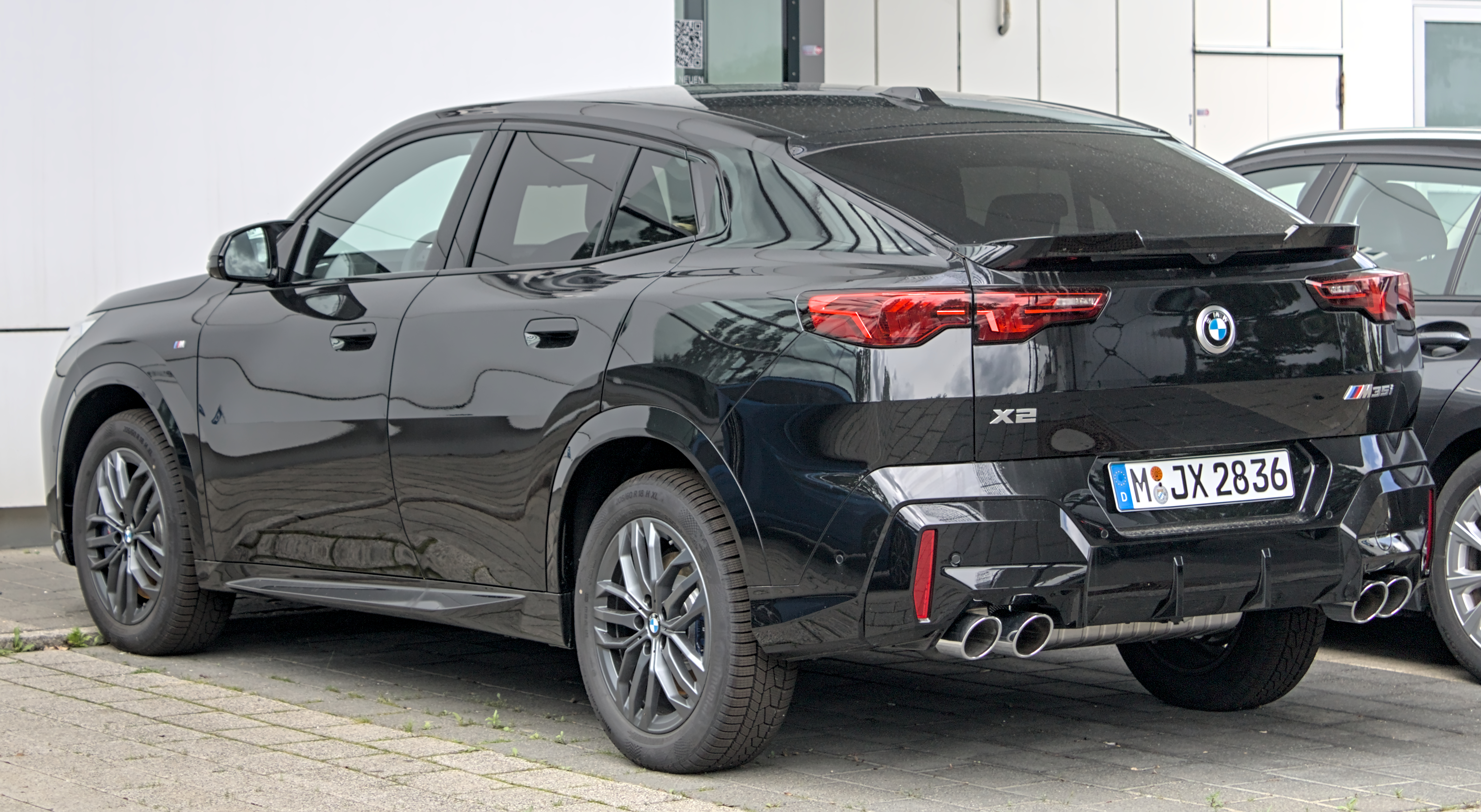
BMW X2 M35i (seit 2024)
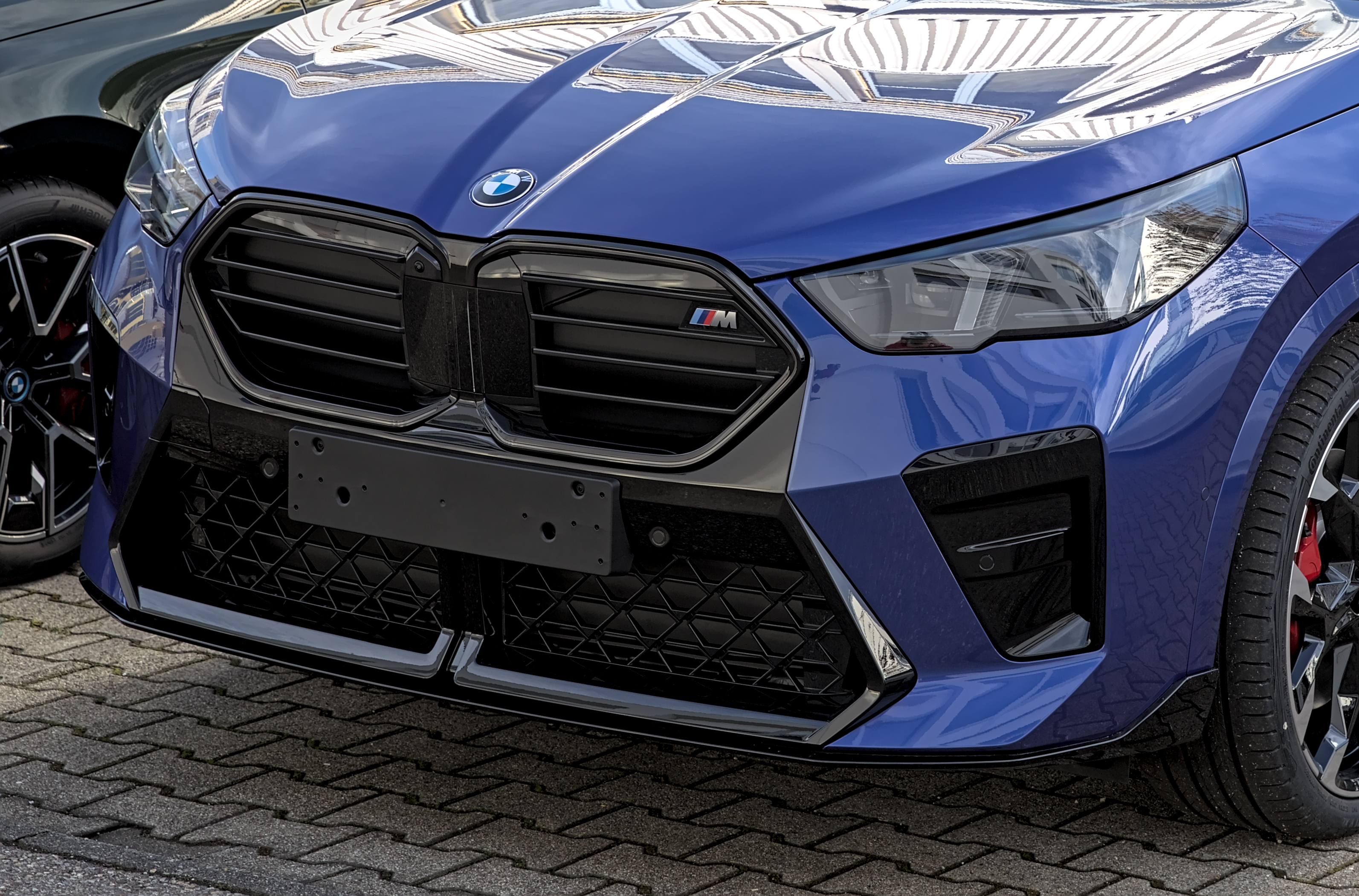
Verschließbare Lamellen in der BMW-Niere beim BMW X2 M35i

## Technik
Zum Marktstart sind zwei Versionen mit Ottomotoren und je eine Version mit Diesel- oder Elektromotor erhältlich.
Der sDrive20i leistet 125 kW (170 PS) sowie zwischen 1500 und 4400/min ein Drehmoment von 240 Nm und treibt die Vorderräder an. Der M35i xDrive, der schon zum Marktstart angeboten werden soll, leistet als Allradversion 221 kW (300 PS) und ein Drehmoment von 400 Nm. Der Diesel sDrive 18d leistet 110 kW (150 PS), ein Drehmoment von 360 Nm und treibt die Vorderräder an. Die iX2 genannte vollelektrische Version wird von einem Elektromotor je Achse angetrieben und leistet 230 kW (313 PS). Sie gibt es auch mit Frontantrieb und 150 kW (204 PS). Die WLTP-Reichweite beträgt bis zu 478 km. Vom iX1 übernimmt das Modell den 64,7 kWh großen Akku, der mit maximal 130 kW über Gleichstrom aufgeladen werden kann. Per Wechselstrom sind 11 oder 22 kW möglich.
Die Fahrwerkskonstruktion entspricht der des Vorgängers, wenn auch die Vorderachse neu entwickelt wurde. Gebremst wird an Vorder- und Hinterachse mit Einkolben-Faustsattel-Scheibenbremsen. Die auf Wunsch erhältliche M-Sportbremsanlage hat vorn Vierkolben-Festsattel-Scheibenbremsen. Beim X2 M35i ist diese Bremsanlage Grundausstattung, kann aber auf Wunsch durch eine leistungsfähigere M-Compound-Bremsanlage aufgerüstet werden.
Mit dem Sonderausstattungs-Fahrerassistenzsystem Driving Assistant Professional kann der X2 bis 210 km/h mit einem Lenk- und Spurführungs-Assistenten und einem Abstandstempomaten fahren (Stufe/Level 2). Weitere Sonderausstattung ist blendfreies Fernlicht.

### Technische Daten
|                                                        | sDrive16i (1)                  | sDrive20i                                | xDrive28i (2)                  | M35i                           | M35i (2)                       | sDrive18d                                       | sDrive20d                                       | xDrive20d                                       | iX2 eDrive20                        | iX2 xDrive30                                |
| ------------------------------------------------------ | ------------------------------ | ---------------------------------------- | ------------------------------ | ------------------------------ | ------------------------------ | ----------------------------------------------- | ----------------------------------------------- | ----------------------------------------------- | ----------------------------------- | ------------------------------------------- |
| Bauzeit                                                | seit 03/2024                   | seit 03/2024                             | seit 03/2024                   | seit 03/2024                   | seit 03/2024                   | seit 03/2024                                    | seit 07/2024                                    | seit 03/2024                                    | seit 03/2024                        | seit 03/2024                                |
| Motortyp                                               | B38A15P                        | B38A15P                                  | B48A20P                        | B48A20P                        | B48A20P                        | B47C20B                                         | B47C20B                                         | B47C20B                                         | HB0003N0                            | Vorderachse: HB0001N0 Hinterachse: HB0002N0 |
| Motorart                                               | Ottomotor                      | Ottomotor als Mild-Hybrid                | Ottomotor                      | Ottomotor                      | Ottomotor                      | Dieselmotor                                     | Dieselmotor als Mild-Hybrid                     | Dieselmotor als Mild-Hybrid                     | Elektromotor                        | 2 Elektromotoren                            |
| Motorbauart                                            | R3                             | R3                                       | R4                             | R4                             | R4                             | R4                                              | R4                                              | R4                                              | Fremderregter Synchronmotor         | Fremderregter Synchronmotor                 |
| Gemischaufbereitung                                    | Benzindirekteinspritzung       | Benzindirekteinspritzung                 | Benzindirekteinspritzung       | Benzindirekteinspritzung       | Benzindirekteinspritzung       | Common-Rail-Direkteinspritzung                  | Common-Rail-Direkteinspritzung                  | Common-Rail-Direkteinspritzung                  | —                                   | —                                           |
| Motoraufladung                                         | Twin–Scroll–Abgasturbolader    | Twin–Scroll–Abgasturbolader              | Twin–Scroll–Abgasturbolader    | Twin–Scroll–Abgasturbolader    | Twin–Scroll–Abgasturbolader    | Niederdrucklader mit variabler Einlassgeometrie | Niederdrucklader mit variabler Einlassgeometrie | Niederdrucklader mit variabler Einlassgeometrie | —                                   | —                                           |
| Ventile                                                | 12                             | 12                                       | 16                             | 16                             | 16                             | 16                                              | 16                                              | 16                                              | —                                   | —                                           |
| Hubraum                                                | 1499 cm³                       | 1499 cm³                                 | 1998 cm³                       | 1998 cm³                       | 1998 cm³                       | 1995 cm³                                        | 1995 cm³                                        | 1995 cm³                                        | —                                   | —                                           |
| Verdichtungsverhältnis                                 | 11,1 : 1                       | 11,1 : 1                                 | 10,5 : 1                       | 9,5 : 1                        | 9,5 : 1                        | 16,5 : 1                                        | 16,5 : 1                                        | 16,5 : 1                                        | —                                   | —                                           |
| max. Leistung bei 1/min (Verbrennungsmotor)            | 90 kW (122 PS)/ 3900–6500      | 115 kW (156 PS)/ 5000–6500               | 180 kW (245 PS)/ 4500–6500     | 221 kW (300 PS)/ 5750–6500     | 233 kW (317 PS)/ 5750–6500     | 110 kW (150 PS)/ 3750–4000                      | 110 kW (150 PS)/ 3750–4000                      | 110 kW (150 PS)/ 3750–4000                      | —                                   | —                                           |
| max. Leistung (Elektromotor)                           | —                              | 15 kW (20 PS)                            | —                              | —                              | —                              | —                                               | 15 kW (20 PS)                                   | 15 kW (20 PS)                                   | 150 kW (204 PS)                     | 230 kW (313 PS)                             |
| max. Systemleistung                                    | —                              | 125 kW (170 PS)                          | —                              | —                              | —                              | —                                               | 120 kW (163 PS)                                 | 120 kW (163 PS)                                 | —                                   | —                                           |
| max. Drehmoment bei 1/min                              | 230 Nm/ 1500–3600              | 240 Nm/ 1500–4400 + 55 Nm (Elektromotor) | 400 Nm/ 1500–4000              | 400 Nm/ 2000–4500              | 400 Nm/ 2000–4500              | 360 Nm/ 1500–2500                               | 360 Nm/ 1500–2500 + 55 Nm (Elektromotor)        | 360 Nm/ 1500–2500 + 55 Nm (Elektromotor)        | 250 Nm                              | 494 Nm                                      |
| Systemdrehmoment                                       | —                              | 280 Nm/ 1500–4400                        | —                              | —                              | —                              | —                                               | 400 Nm/ 1500–2500                               | 400 Nm/ 1500–2500                               | —                                   | —                                           |
| Getriebe, serienmäßig                                  | 7-Gang-Doppelkupplungsgetriebe | 7-Gang-Doppelkupplungsgetriebe           | 7-Gang-Doppelkupplungsgetriebe | 7-Gang-Doppelkupplungsgetriebe | 7-Gang-Doppelkupplungsgetriebe | 7-Gang-Doppelkupplungsgetriebe                  | 7-Gang-Doppelkupplungsgetriebe                  | 7-Gang-Doppelkupplungsgetriebe                  | Festübersetzung                     | Festübersetzung                             |
| Antrieb, serienmäßig                                   | Vorderradantrieb               | Vorderradantrieb                         | Allradantrieb                  | Allradantrieb                  | Allradantrieb                  | Vorderradantrieb                                | Vorderradantrieb                                | Allradantrieb                                   | Vorderradantrieb                    | Allradantrieb                               |
| Beschleunigung, 0–100 km/h in s                        | 10,5                           | 8,3                                      | 6,5                            | 5,4                            | 5,4                            | 8,9                                             | 8,5                                             | 8,6                                             | 8,6                                 | 5,6                                         |
| Höchstgeschwindigkeit in km/h                          | 197                            | 213                                      | 240                            | 250                            | 250                            | 210                                             | 210                                             | 207                                             | 170                                 | 180                                         |
| Kraftstoffverbrauch, nach WLTP, kombiniert in l/100 km | 6,8                            | 6,0–6,5                                  | k. A.                          | 7,7–8,0                        | k. A.                          | 5,1–5,5                                         | 4,5–5,1                                         | 4,8–5,2                                         | —                                   | —                                           |
| Stromverbrauch, nach WLTP, kombiniert in kWh/100 km    | —                              | —                                        | —                              | —                              | —                              | —                                               | —                                               | —                                               | 15,3–16,9                           | 16,3–17,7                                   |
| CO2-Emissionen, kombiniert in g/km                     | 152                            | 136–148                                  | k. A.                          | 174–181                        | k. A.                          | 133–145                                         | 119–133                                         | 125–136                                         | —                                   | —                                           |
| Tankinhalt                                             | 54 l                           | 54 l                                     | 54 l                           | 54 l                           | 54 l                           | 54 l                                            | 54 l                                            | 54 l                                            | —                                   | —                                           |
| Akkukapazität                                          | —                              | —                                        | —                              | —                              | —                              | —                                               | —                                               | —                                               | 64,8 kWh (netto)                    | 64,8 kWh (netto)                            |
| Ladedauer AC, 0–100 %                                  | —                              | —                                        | —                              | —                              | —                              | —                                               | —                                               | —                                               | 11 kW: 6 h 30 min 22 kW: 3 h 45 min | 11 kW: 6 h 30 min 22 kW: 3 h 45 min         |
| Ladedauer DC, 10–80 %                                  | —                              | —                                        | —                              | —                              | —                              | —                                               | —                                               | —                                               | 29 min (max. 130 kW)                | 29 min (max. 130 kW)                        |
| El. Reichweite (WLTP)                                  | —                              | —                                        | —                              | —                              | —                              | —                                               | —                                               | —                                               | 439–478 km                          | 417–449 km                                  |
| Abgasnorm nach EU-Klassifikation                       | k. A.                          | Euro 6e                                  | k. A.                          | Euro 6e                        | k. A.                          | Euro 6e                                         | Euro 6e                                         | Euro 6e                                         | —                                   | —                                           |